# Ярковський Вітольд Іванович
Вітольд Іванович Ярковський (1875, Смоленськ, Російська імперія — 1918, Санкт-Петербург, РРФСР) — російський і польський інженер-авіабудівник. Автор багатьох патентів у галузі авіабудування, піонер авіації та популяризатор російської та польської авіації.

## Біографія
Син відомого інженера і науковця Івана Йосиповича Ярковського та його дружини Олени Олександрівни Шендзиковської.
У 1897 році закінчив у Санкт-Петербурзі Технологічний Інститут Імператора Миколи I. У 1911 став першим російським випускником французької Висшої школи повітреплавання.
Член комітету муніципального відділення Польської соціалістичної партії у Варшаві. Був ув'язнений у 10 бастіоні Варшавської цитаделі.
В 1909 розробив метод розрахунку оптимального кута лопатей гвинтокрила. Після повернення до Санкт-Петербурга був викладачем Технологічного інституту. В 1913 побудував літак Лебідь-IV. Розстріляний внаслідок репресій.
Посмертно реабілітований. У 1931 посмертно нагороджений Хрестом незалежності.

## Твори
- Теория и техника: Основные положения. — СПб. : Воздухоплавание, 1912.

## Примілки
1. 1 2  NUKAT — 2002.
2. 1 2  MAK
3. ↑  https://www.polskipetersburg.pl/hasla/jarkowski-witold